# ماريو خورخي
ماريو خورخي هو لاعب كرة قدم برتغالي، ولد في 24 يوليو 1961 في بونتا ديلغادا في البرتغال. شارك مع منتخب البرتغال لكرة القدم. أما مع النوادي، فقد لعب مع إستريلا دا أمادورا وإشتوريل برايا وسبورتينغ لشبونة ونادي بيرا مار.

## مسيرته الكروية
لعب ماريو خورخي خلال مسيرته الاحترافية مع 4 أندية في خمسة عشر موسمًا وسجل خلالها 18 هدفًا ضمن 237 مباراة. حيث فاز في موسم واحد بالكأس وفي موسمين بالدوري.
خاض ماريو خورخي مسيرته مع نادي سبورتينغ لشبونة في موسم 1979–80 في المرة الأولى ليلعب معه عشرة مواسم ثم في موسم 1990–91 لمدة موسم واحد، مشاركًا طوالها في 192 مباراة سجل خلالها 16 هدفًا. ثم انتقل إلى نادي بيرا مار في موسم 1989–90 لمدة موسم واحد، حيث شارك في 23 مباراة سجل خلالها هدفًا واحدًا. لينتقل بعدها إلى نادي إستريلا دا أمادورا في موسم 1991–92 ولمدة موسمين، مشاركًا في 14 مباراة سجل خلالها هدفًا واحدًا أيضًا. ثم انتقل إلى نادي إشتوريل برايا في موسم 1994–95 لمدة موسم واحد، مشاركًا في 8 مباريات ولم يسجل أي هدف.

## وصلات خارجية
- ماريو خورخي على موقع الاتحاد الدولي (مؤرشف)  (الإنجليزية)
- ماريو خورخي على موقع قاعدة بيانات كرة القدم.إي يو (الإنجليزية)
- ماريو خورخي على موقع ناشيونال فوتبول تيمز (الإنجليزية)